# Anolis laevis
Anolis laevis är en ödleart som beskrevs av  Cope 1876. Anolis laevis ingår i släktet anolisar, och familjen Polychrotidae. Inga underarter finns listade i Catalogue of Life.